# Сант-Алессио-Сикуло
Сант-Алессио-Сикуло (итал. Sant'Alessio Siculo) — коммуна в Италии, располагается в регионе Сицилия, в провинции Мессина.
Население составляет 1335 человек (2008 г.), плотность населения составляет 223 чел./км². Занимает площадь 6 км². Почтовый индекс — 98030. Телефонный код — 0942.
Покровительницей коммуны почитается Пресвятая Богородица (Богоматерь Кармельская), празднование 16 июля.

## Демография
Динамика населения:

## Администрация коммуны
- Официальный сайт: http://www.comune.santalessiosiculo.me.it/index.htm